# Solomon Spalding
Solomon Spalding o Spaulding (1761-20 de octubre de 1816) fue el autor de Manuscript Story, un trabajo de ficción acerca de la civilización perdida de los constructores de túmulos en Estados Unidos. Después de su muerte, muchas personas han sugerido que Manuscript Story era idéntico o similar a partes del Libro de Mormón.

## Biografía
Spalding nació en Ashford, Connecticut. Fue miembro del Ejército Continental durante la Guerra de Independencia de los Estados Unidos. En 1782 entra en el Dartmouth College en Hanover, Nuevo Hampshire, graduándose en 1785. En 1787 llega a ser diácono Congregacionalista en Windham, Connecticut.
En 1795, Spalding se casó con Sabin y abrió un almacén con su hermano Josiah en Cherry Valley, New York. En 1799, ambos hermanos llevaron el negocio a Richfield, New York. En esa época, Spalding compró una parcela de tierra y se mudó a Conneaut, Ohio. Mientras estuvo en Conneaut, Spalding comenzó a escribir el Manuscrito Found. 
En 1812, debido a las molestias de la Guerra de 1812, Spalding se mudó a Pittsburgh, Pensilvania. En 1814, se fue a Amity, Washington County, Pensilvania, donde murió dos años más tarde.